# Glycosmis angustifolia
Glycosmis angustifolia är en vinruteväxtart som beskrevs av John Lindley och Wallich. Glycosmis angustifolia ingår i släktet Glycosmis och familjen vinruteväxter. Inga underarter finns listade i Catalogue of Life.